# 라이온 킹
《라이온 킹》(영어: The Lion King, 문화어: 사자왕)은 1994년 월트 디즈니 피처 애니메이션에서 제작하고 월트 디즈니 픽처스에서 같은 해 7월 15일 개봉한 미국의 애니메이션 영화로, 역대 32번째 클래식 애니메이션 장편 영화이다. 줄거리는 창작 스토리로 셰익스피어의 비극 《햄릿》에 큰 영향을 받았으며, 그 중 인격화된 동물들이 사는 아프리카의 한 왕국을 배경으로 출발한 영화 라이온 킹 사자 심바의 왕이 되기까지의 여정을 다루고 있다. 최근 2003년 영화 《니모를 찾아서》가 개봉되기 전까지는 역사상 가장 높은 흥행 수익을 거둔 애니메이션 영화였다. 현재 《라이온 킹》은 전통 2D 애니메이션 영화 중에서는 여전히 가장 높은 흥행 수익을 기록하고 있으며, 디즈니 르네상스에 속해 있는 작품이기도 하다.
《라이온 킹》은 애니메이션의 상징으로 간주되고 있으며, 평론가들로부터 음악과 줄거리에 대한 극찬을 받으며 긍정적인 평가를 받았다. 영화가 개봉하던 1994년 당시에는 7억 8,300만 달러가 넘는 전 세계 흥행 실적을 달성하였고, 그 해에 가장 성공한 영화가 되었다. 최근에는 24번째로 높은 흥행 성적을 거둔 영화로 알려졌다.
《라이온 킹》은 아카데미상에서 음악상과 주제가상, 골든 글로브상에서 음악과 코미디 부문 작품상을 받았다. 주제가(song)는 엘튼 존이 부르고 팀 라이스가 작사하였으며, 연주곡(score)은 한스 짐머가 작곡하였다. 디즈니는 이후 조연이었던 티몬과 품바를 주인공으로 1995년 TV시리즈인 티몬과 품바를 제작하고, 1998년 본 작품의 후속편인《라이온 킹 2》와 전편의 외전 부분에 해당하는 《라이온 킹 3》를 비디오로 출시하였다.
2019년 7월에는 이 영화를 원작으로 삼은 라이온 킹 실사판이 개봉되었다.

## 줄거리
《라이온 킹》의 무대는 첫 영화로 시작된 사자가 다른 동물을 통치하는 "프라이드 랜드"라는 아프리카의 한 왕국이다. 라피키라는 늙고 지혜로운 맨드릴개코원숭이는 무파사 왕과 사라비 왕비의 아들인 심바 왕자를 꼭대기에서 새로운 후계자로 선언하며, 프라이드 락 꼭대기에 있는 모든 동물들이 모두 모여 왕과 새로운 후계자를 칭송하게 한다.
무파사는 심바와 함께 프라이드 랜드를 돌아다니면서, 그에게 살아있는 모든 것들의 조화로운 삶의 순환에 대해 설명해 준다. 아웃랜드의 지도자로, 왕의 자리를 빼앗고자 음모를 꾸미던, 무파사의 동생이며 심바의 숙부이자 아웃랜드 사자인 스카는 무파사가 심바에게 가지 말라고 금지했던 프라이드 락 꼭대기 근처 코끼리 무덤에 대해서 말해주어, 심바가 프라이드 락 꼭대기 근처 코끼리 무덤에 가 보고 싶어지게 한다. 심바는 엄마에게 가장 절친한 친구인 날라와 함께 물웅덩이에 가도 되냐고 물어본다. 어머니 사라비는 무파사의 집사이자 측근인 코뿔새 자주가 함께 간다면 허락하겠다고 한다. 심바와 날라는 자주의 감시를 교묘히 피하고 대신 프라이드 락 꼭대기 근처 코끼리 무덤으로 향하게 된다. 새끼 사자들은 그곳에서 아웃랜드 토착민인 얼룩 하이에나 센지, 반자이, 에드를 만나게 되고 그들을 죽이려 하던 가운데 무파사에게 가까스로 구출된다.
집으로 돌아오는 길에, 무파사는 아들을 훈계하기 위해 자주에게 날라를 집으로 데려다 주라고 명령한다. 심바만 홀로 남자, 무파사는 그의 아들에게 심바 자신과 날라를 위험에 빠뜨린 것에 대해 실망감을 표한다. 심바의 아버지는 아들에게 진정한 용감함은 동료를 위험에 빠지는 것이 아니라는 것을 가르쳐주며, 아들을 잃을까봐 두려웠었다고 밝힌다. 서로를 이해할 수 있게 되자, 둘은 함께 평원을 뛰어다니며 논다. 심바는 아버지에게 언제나 함께 있을 수 있냐고 물어본다. 그러자 무파사는 그에게 선대 왕들이 하늘의 별들 사이로 우리를 지켜보고 있다고 말하며, 그들이 심바와 함께 있다는 것을 기억하라고 가르쳐준다. 또, 자신의 시대가 가면 무파사 또한 심바를 지켜볼 것이라고 말해준다.
그 사이, 스카는 아웃랜드 부속 하이에나 군단의 하이에나들에게 자신이 왕이 되면 ‘다시는 굶주리지 않으리라’며 자신에게 충성을 바칠 것을 요구한다. 스카는 하이에나들에게 자신이 왕이 되려면 무파사와 심바를 죽여야만 한다고 말하며 왕을 죽이고자 음모를 꾸미고자 한다.
얼마 후, 스카는 심바를 크고 좁은 골짜기 사이로 유인하고 아버지가 깜짝 놀랄 선물을 준비했다고 설명한다. 그 사이 영양떼들이 크고 좁은 골짜기로 몰려들도록 하이에나들에게 준비하도록 한다. 스카는 심바가 위험해 처해 있다는 것을 무파사에게 알리고, 무파사는 영양떼 속에서 심바를 구하러 간다. 그는 아들을 들어올려 구해 내지만, 꽝 소리와 함께 자신은 낭떠러지에 매달리게 된다. 스카는 낭떠러지에 매달린 채 도와 달라는 무파사를 돕지 않고 영양떼 속으로 던져버린다. 심바는 아버지가 떨어지는 것을 보고 낭떠러지에서 뛰어내려와 그가 죽은 것을 발견한다. 스카는 심바가 아버지의 죽음과 활약상을 책임져야 할 것을 확신시키며 프라이드 랜드에서 도망쳐 다시는 돌아오지 말 것을 제안한다. 스카는 센지와 반자이, 에드를 보내어 그를 죽이라고 하지만 심바는 결국 위기에서 탈출한다. 스카는 프라이드에 무파사와 심바가 죽었다는 것을 알리며 거만하게도 자신이 다음 왕좌를 차지할 것이라며, "번영과 평화의 새 시대에서는 사자와 하이에나들이 영광스러운 미래를 위해 함께 살아갈 것이다"라 공언한다. 이로써 스카에 의해 하이에나들은 프라이드 랜드에 머물게 된다.
멀리 떨어진 사막에서 심바는 의식 불명 상태로 쓰러졌고 방랑자 집단인 미어캣 티몬과 혹멧돼지 품바가 이를 발견한다. 티몬과 품바는 하쿠나 마타타라는 근심과 걱정 없는 삶의 철학 밑에서 심바를 보살피게 되고 훗날 그 공으로 자주와 함께 심바의 측근이 된다. 그들과 함께 성장한 심바는 날라에게 발견되고, 날라는 그에게 스카가 프라이드 랜드를 메마른 황무지로 바꿔 놓았다고 말해준다. 그녀는 심바에게 그의 왕국으로 돌아와 왕이 되어 줄 것을 요청하나, 심바는 아직도 자신이 아버지를 죽인 것이라 믿기 때문에 제안을 거절한다. 심바는 자신이 살고 있는 곳을 보여주고 다니며, 날라와 서로 사랑에 빠지기 시작한다. 하지만 날라는 왜 심바가 프라이드 락에 돌아와서 갈등을 종결시키지 않는지 이해할 수 없다고 말한다. 심바에게 찾아간 라피키는 무파사의 영혼을 보여주면서 심바가 프라이드 랜드로 돌아갈 것을 설득한다.
티몬과 품바, 날라와 함께 프라이드 락으로 돌아간 심바는 황폐해진 프라이드 랜드의 상황에 놀란다. 티몬과 품바가 하이에나들을 유인하는 사이, 심바와 날라는 하이에나들이 지키는 프라이드 락으로 잠입을 시도한다. 심바의 엄마 사라비가 스카를 비판한다. 스카에게 공격 당하자, 심바는 갑자기 나타나 자신이 돌아왔음을 알린다. 스카는 무파사의 죽음에 대한 심바의 책임을 언급하며 그를 프라이드 락의 낭떠러지로 몰고 간다. 심바가 프라이드 바위에 매달리게 되자, 스카는 무파사를 죽인 것의 책임은 사실 심바가 아닌 자신에게 있었다고 거만하게 떠벌린다. 이 같은 진실과 숙부의 배신을 알고 불같이 진노한 심바는 낭떠러지에서 뛰어올라 스카를 위협하며 진실을 말할 것을 요구한다. 스카가 진실을 말하자 암사자들과 하이에나들은 싸우게 된다.
프라이드 락 꼭대기에서 심바는 스카를 몰아세운다. 심바의 자비를 얻고자, 스카는 모든 것은 하이에나 군단의 잘못이라고 변명하는데, 이때 센지와 반자이, 에드가 멀리서 그 말을 엿듣게 된다. 그러나 이미 진실을 알고 있는 심바는 스카를 프라이드 랜드에서 추방한다. 스카는 체념한 듯 떠나는 척 하더니 갑자기 심바를 공격하고 최후의 결전을 벌인다. 스카는 심바와의 최후의 결전 끝에 우세를 점하지만 심바는 삼촌을 발로 차 바위 밑으로 던져 승리하게 된다. 스카는 추락 후에 살아남았지만, 스카의 배신에 분노한 하이에나들에게 집단공격당해 죽게 된다. 이로써 프라이드 랜드는 다시금 회복되고 심바와 날라는 정통성을 인정받아 프라이드 랜드의 새로운 왕과 왕비가 된다. 프라이드 랜드가 다시 삶의 활력이 넘치는 녹지로 돌아온 모습과 함께 다시 꼭대기에서 라피키가 또 다른 삶의 순환인 새로운 왕의 후계자를 보여주면서 영화는 끝을 맺게 된다.

## 한국판 성우진
| 배역               | 원판                                                       | 한국어 더빙판                                  |
| ------------------ | ---------------------------------------------------------- | ---------------------------------------------- |
| 심바               | 조너선 테일러 토머스 (유년 심바) 매슈 브로더릭 (성체 심바) | 김선우 (유년 심바) 오승윤 → 장세준 (성체 심바) |
| 날라               | 니케타 캘레임 (유년 날라) 모이라 켈리 (성체 날라)          | 장정윤 (유년 날라) 서혜정 (성체 날라)          |
| 무파사             | 제임스 얼 존스                                             | 유강진                                         |
| 사라비             | 마지 싱클레어                                              | 김성희                                         |
| 사라피나           | 조 리더                                                    | 임은정                                         |
| 라피키             | 로버트 귈럼                                                | 장승길                                         |
| 자주               | 로언 앳킨슨                                                | 탁원제                                         |
| 티몬               | 네이선 레인                                                | 장광                                           |
| 품바               | 어니 사벨라                                                | 송용태                                         |
| 스카               | 제러미 아이언스                                            | 김병관                                         |
| 센지, 반자이, 에드 | 우피 골드버그, 치치 마린, 짐 커밍스                        | 성선녀, 최병상                                 |

## 제작진
- 감독: 로저 알러스, 롭 민코프
- 제작: 돈 한
- 각본: 아이린 메치, 조너선 로버츠, 린다 울버튼
- 음악: 한스 짐머
- 작사: 팀 라이스
- 작곡: 엘튼 존, 한스 짐머

### 우리말 제작
- 연출·개사: 박원빈
- 번역: 민숙원
- 음악연출: 임태성
- 녹음·노래 녹음: 애드원
- 제작 총괄: 전성준
- 한국어제작: DISNEY CHARACTER VOICES INTERNATIONAL, INC.

## 등장인물
- 심바는 주인공으로 무파사와 사라비의 아들로 호기심이 많다. 무파사가 죽고나서 스카에게 쫓겨난다. 이때 티몬과 품바가 구해 줘서 정글에서 같이 살게 된다. 그러나 영혼으로 나타난 무파사의 말에 용기를 얻고 날라, 품바, 티몬과 함께 프라이드 록으로 돌아 간다. 스카를 무찌른 후 왕이 되고 날라와 결혼 한다.
- 무파사는 심바의 아버지고 프라이드 랜드의 왕이다. 스카 때문에 죽는다. 그러나 영혼으로 나타나서 심바에게 왕이 되어야 한다고 한다.
- 사라비는 심바의 어머니다.
- 날라는 심바의 여자 친구다. 정글로 가서 심바에게 고향으로 돌아 가야 된다고 하지만 심바에게 거절 당한다. 그러나 심바가 돌아 갔다는 얘기를 듣고 품바, 티몬과 함께 돌아 간다. 심바와 결혼 해서 딸 키아라를 낳는다.
- 라피키는 무파사의 친구로 프라이드 랜드의 가톨릭 신부님인 맨드릴 개코 원숭이다. 늙고 지혜롭다.
- 자주는 무파사의 비서인 코뿔새다. 무파사가 죽고 스카가 왕이 되고난 후에 스카에 의해 감옥에 갇힌다. 그러나 심바가 돌아 오고나서 품바와 티몬덕에 풀려 난다.
- 티몬은 미어캣이고 심바가 스카에게 쫓겨났을 때 품바와 같이 심바를 구해 주고 정글에서 같이 살게 된다. 심바에게 하쿠나 마타타라는 말을 가르쳐 준다.
- 품바는 혹멧돼지고 심바가 스카에게 쫓겨났을 때 티몬과 같이 심바를 구해 주고 정글에서 같이 살게 된다.
- 스카는 무파사의 동생으로 심바의 삼촌이다. 다른 사자들에 비해 갈기가 흑발이며 몸이 매우 야위었다. 심바와 무파사에 대해 열등감을 가지고 있다. 왕위를 차지 하려고 무파사를 죽이고 심바를 쫓아낸다. 그러나 다시 돌아 온 심바와 싸우지만 지고 하이에나들에 의해 집단 공격을 당해 죽는다.
- 반자이는 심바를 쫓아 가다가 가시 나무에 떨어져서 가시에 찔리는 하이에나다.
- 셴지는 하이에나들 중 유일한 암컷이다.
- 에드는 말은 못 하지만 반자이, 셴지의 말을 따르는 하이에나다.

## 제작
《라이온 킹》의 가제는 ‘정글의 왕’(King of the Jungle)으로, 캘리포니아 글렌데일에 있는 월트 디즈니 애니메이션 스튜디오와 플로리다 올란도에 있는 디즈니 MGM 스튜디오에서 제작되었다. 원전은 햄릿에 영감을 받은 토마스 M 디쉬가 1988년 후반에 집필한 《칼라하리의 왕》으로, 고용자 저작권 보유 원칙하에 쓰였기 때문에 디쉬에게는 작품에 대한 권리가 없다. 캘리포니아와 플로리다의 13명의 감독 애니메이터들이 영화의 메인 캐릭터들의 개성과 색상을 설정하는 데 투입되었다. 영화의 20여분의 가까운 장면들은 디즈니 MGM 스튜디오에서 제작되었다.
최종적으로 600명 이상의 미술가와 애니메이터, 기술자가 긴 제작 스케줄 동안 《라이온 킹》의 제작에 참여하였다. 또한, 이 영화를 위해서 1,197개의 수작업 배경과 119,058개의 개별적인 프레임 색칠 등 100만 개 이상의 스케치가 만들어졌다. 일부 하도급은 북한 평양의 하청 업체에서 작업이 이루어지기도 하였다.
1992년 4월, 롭 민코프가 감독 팀에 들어오면서, 제작진은 영화의 줄거리를 개작하는 것에 중점을 두기 시작했다. 《미녀와 야수》의 감독인 커크 와이즈와 게리 트러스데일 또한 이 작업에 참여하였다. 이틀 동안, 토론을 주재하던 제작자 돈 한은 심바의 캐릭터를 바꾸고 영화 후반부의 줄거리를 완벽하게 수정하기로 결정하였다. 극작가인 아이린 메치도 제작진에 들어오면서 캐릭터의 성격과 개성을 더욱 발전시키는 데 주춧돌 역할을 하였으며, 몇 달 후, 조나단 로버트의 지시로 개작 과정에도 참여하게 되었다. 감독, 각본 팀이 애니메이션 팀과 결합하여 함께 제작을 하면서, 제작진은 영화 각본의 결단력 없는 감정적 논점에 부딪치게 되었고, 이를 극복하기 위해 티몬과 품바, 하이에나와 같은 코믹스러운 등장 캐릭터 및 상황을 추가하게 되었다.
애니메이터들은 일찍이 디즈니의 영화 《밤비》에서 그랬던 것처럼 참고를 위해 야생 동물의 생태를 공부하였다. 유명한 야생 동물 전문가 짐 파울러는 스튜디오를 방문하여 사자와 다른 정글 동물들의 분류를 설명하고, 그들의 행동 방식에 대해서 토론하였으며, 애니메이터들이 확실한 느낌의 그림을 그릴 수 있도록 도움을 주었다. 그는 제작진에게 사자가 다른 사자에게 머리를 부딪치는 것이 호의적인 인사법, 머리를 상대의 턱에 비비는 것이 애정을 표현하는 것이라 가르쳐 주었다. 파울러는 또한 사자들이 스스로를 지키고자 발톱을 이용해 공격자를 퇴치하는 것, 라이벌과 싸울 때 뒷다리를 세우는 것 또한 조언하였다.
프라이드 바위와 협곡, 영화의 주된 무대들은 케냐의 헬스 게이트 국립 공원을 모델로 삼았다. 영화제작을 준비하기 위해, 몇몇 제작자들은 영화에 도움이 되고자 아프리카로 여행을 하기도 했다. 여행을 통해서 미술 담당인 제작 디자이너 크리스 샌더즈는 야생에 대한 새로운 인식을 갖게 되고, 영화의 요소들을 디자인하는 데 구체화된 방법을 찾을 수 있는 영감을 받게 되었다고 전한다.
컴퓨터의 이용 또한 영화 제작자들에게 새로운 방법의 시각을 제공하였다. 가장 주목할 만한 컴퓨터 애니메이션 장면은 영양떼 장면이다. 별개로 구성된 각각의 영양 캐릭터들은 3D 컴퓨터 프로그램으로 제작되었다. 이 영양들이 100마리로 배가되면서, 셸 셰이딩을 통해 2D 애니메이션과 같이 보이게 되고, 산기슭을 맘대로 휘젓는 모습을 진짜처럼 묘사할 수 있게 되었다. 다섯 명의 특별히 훈련된 애니메이터들과 기술자들이 2년이 넘는 기간 동안 이 2½분 가량의 영양떼 장면을 제작하였다. 이와 같은 기법은 "준비해라"(Be Prepared)를 부를 때 등장하는 개별 처리된 하이에나들에도 적용되었다.
디즈니 특작 애니메이션 제작 직원들은 한때 《라이온 킹》이 《포카혼타스》보다 중요한 프로젝트가 아니라고 생각하였다. 두 프로젝트는 같은 시기에 제작되어 오고 있었고, 대부분의 스태프들이 더 훌륭하고 성공적일 것이라 믿으며 포카혼타스 작업에 우선하였다. 심지어 작곡가 엘튼 존은 "하쿠나 마타타"(Hakuna Matata)의 곡을 쓸 때 그의 경력이 손해를 볼 것이라 생각했다. 그러나, Circle of Life이라는 노래가 담긴 오프닝 장면만을 담아 공개된 무비 트레일러에 관객들은 열광적인 반응을 보내왔고, 이것은 영화가 매우 성공할 것임을 암시하게 되었다. 결과적으로 두 영화가 모두 성공은 하였지만, 라이온 킹이 포카혼타스보다 더 긍정적인 반응과 높은 수익을 거두었다.
영화가 개봉되기 두 달 전, 월트 디즈니 회사의 최고 운영 책임자인 프랭크 웰즈가 헬리콥터 충돌 사고로 죽자, 웰즈의 추도문이 극장 영화 필름 도입부에 삽입되었다. 이후의 IMAX와 DVD에서는 이 삽입문이 엔딩 크레딧으로 이동되었다.

## 음악
《라이온 킹》에는 엘튼 존이 작곡하고 팀 라이스가 작사한 다섯 개의 주제가(〈Can You Feel the Love Tonight〉, 〈Circle Of Life〉, 〈Hakuna Matata〉, 〈I Just Can't Wait to Be King〉, 〈Be Prepared〉)가 포함되어 있다. 영화의 스코어 음악(Scores)은 한스 짐머가 작곡하였고, 아프리카 전통 음악과 합창단 등은 레보 M이 담당하였다.

### 노래
영화에 등장하는 뮤지컬 양식의 노래는 다음과 같다.
(한국어 더빙판 제목은 서울음반에서 발행된 '라이온 킹 한국어 더빙판 오리지널 사운드 트랙'의 속지를 참고했다.).
- "Circle of Life"은 극중에서 등장하지 않는 카르멘 트윌리에(한국어판: 이현저)가 노래를 불렀으며, 레보 M이 그의 합창단과 함께 아프리카 보컬과 코러스를 맡았다. 프라이드 랜드의 동물들이 새로 태어난 심바의 예식을 진행하며 경배하는 장면에서 나오는 노래이다. 이 노래는 심바와 날라가 새로운 후계자를 발표하는 순간에도 반복된다.
- "Just Can't Wait to Be King"는 어린 심바(제이슨 웨버)(한국어판: 김선우/연기, 서재경/노래)와 어린 날라(로라 윌리엄스), 그리고 자주(로언 앳킨슨)(한국어판: 탁원제/연기, 김재우/노래)가 부르는 노래이다. 심바는 이 노래를 통해 자주의 정신을 딴데로 돌리며 날라와 함께 코끼리 무덤으로 빠져나가려고 한다. 또한 동시에 가능한 한 빨리 왕이 되고자 하는 자신의 소망을 표현한다.
- "Be Prepared"는 스카(제러미 아이언스, 짐 커밍스) (한국어판: 김병관/연기, 이성훈/노래) , 센지(우피 골드버그) (한국어판: 성선녀) , 반자이(치치 마린) (한국어판: 최병상), 에드(짐 커밍스)가 부르는 노래이다. 노래에서, 스카는 자신의 하이에나 졸개들에게 무파사와 심바를 죽이고자 하는 계획을 밝힌다.
- "Hakuna Matata"는 티몬(네이단 레인) (한국어판: 장광/연기, 김성기/노래) 과 품바(어니 사벨라) (한국어판: 송용태) 와 심바(어릴 때 제이슨 위버 (한국어판: 김선우/연기, 서재경/노래), 어른일 때 조지프 윌리엄스 (한국어판: 장세준/연기, 김경주/노래))가 부르는 노래이다. 티몬과 품바는 이 노래를 통해서 자신들의 터전에 도착한 심바를 따뜻하게 환영하며, "근심 걱정 없는" 인생관을 설명해준다. 이 장면은 심바가 청년으로 성장하는 모습을 몽타주로 보여주면서, 심바가 정글에서 생활하며 자라는 모습을 표현한다. 미국 영화 연구소는 "하쿠나 마타타"를 2004년 AFI's 100 Years... 100 Songs 목록에서 99위로 선정되었다.[31]
- "Can You Feel the Love Tonight"는 극중에서 등장하지 않는 크리스틀 에드워즈의 주된 목소리, 티몬(네이선 레인) (한국어판: 장광/연기, 김성기/노래), 품바(어니 사벨라) (한국어판: 송용태), 어른 심바(조지프 윌리엄스) (한국어판: 장세준/연기, 김경주/노래) 그리고 어른 날라(샐리 드워스키) (한국어판: 서혜정/연기, 이현저/노래) 가 부르는 사랑 노래이다. 이 뮤지컬 장면은 티몬과 품바가 심바가 사랑에 빠지자 좌절하는 모습, 심바와 날라의 애정 관계가 발전하는 모습을 보여준다. 이 노래는 67회 아카데미 상에서 주제가상을 수상하였다. (한국어 더빙판에선 크리스틀 에드워즈 부분을 날라 노래역인 정여진이 불렀다.)

추가적으로, 극장판 영화에서는 포함되지 않은 노래가 IMAX 극장판과 DVD 플래티넘 애니메이션에서 등장하였다.
- "The Morning Report"는 극장판 영화에서 본래 계획되었으나 스토리보드 단계에서 등장하지 않게 된 노래로, 극장 개봉 당시에는 대화 장면으로 교체되고 노래는 후에 공연하게 되는 라이브 뮤지컬 《라이온 킹》에서 사용되었다.[32] 이 노래는 새로운 애니메이션 장면과 함께 2002년 IMAX 개봉 때 새롭게 추가되었다. 자주(제프 베네트)(한국어판: 탁원제/연기, 김재우/노래))와 무파사(제임스 얼 존스)(한국어판: 유강진), 어린 심바(에번 소시도)(한국어판: 오승윤/연기,노래)가 노래를 부르며, 자주가 무파사에게 아침 보고를 전달하다 나중에 심바에게 공격 당하는 본래 장면의 연장선이다.

### 사운드트랙
영화의 오리지널 애니메이션 사운드트랙은 1994년 7월 13일 발매되었다. 빌보드 200의 네 번째 베스트 판매 앨범이자 가장 많이 팔린 사운드트랙이다.
1995년 2월 28일, 디즈니는 《프라이드 랜드의 리듬》(Rhythm of the Pride Lands)라는 표제를 달고 영화의 주요 노래와 영화에서는 등장하지 못한 음악들을 담아 앨범을 발매하였다. 아프리카풍의 영화 음악에 중점을 두어 아프리카 작곡가 레보가 작곡하였고, 코러스나 가사 또한 부분적으로 혹은 완전히 아프리카어로 구성되어 있다. 트랙에 포함된 몇몇 노래는 라이온 킹의 무대 뮤지컬이나 비디오 장면과 같은 연관 프로젝트에 사용되었다.(e.g., "He Lives In You"는 《라이온 킹 2》에서 사용되었으며, "Warthog Rhapsody"는 《라이온 킹 1½》에서 "That's All I Need"라는 제목으로 부른다.) 프라이드 랜드의 리듬은 매우 적은 양의 트랙 때문에 화두에 올랐다. 그렇지만 2003년에는 몇몇 해외판에 포함되어 라이온 킹 스페셜 에디션 사운드트랙으로 추가 트랙과 함께 발매되었다. 더불어, 라이온 킹 확장 스코어(The Lion King Expanded Score)에는 전혀 공개되지 않았던 치머의 오리지널 스코어가 포함되어 있다.
디즈니 음악을 모은 앨범인 《Classic Disney: 60 Years of Musical Magic》과, 같은 성격의 앨범인 《Disney's Greatest Hits》에 라이온 킹의 주요 사운드트랙이 수록되어 있다.

## 개봉

### 박스 오피스
《라이온 킹》은 1994년 전 세계에서 가장 높은 흥행 수익을 거둔 애니메이션이 되었으며, 미국에서는 그 해의 두 번째로 높은 흥행 수익을 달성하였다. (최고 흥행 수익은 포레스트 검프) 영화는 미국 내에서 312,855,561 달러의 수익을 달성하였으며, 1994년 11월에 짧은 재개봉과 2002년 IMAX 개봉을 합치면 미국 내 총 358,541,776 달러의 흥행 수익을 달성하였다.
라이온 킹은 가장 성공한 애니메이션으로 기록된 적이 있다. 후에 2003년 컴퓨터 애니메이션 영화 《니모를 찾아서》에게 그 자리를 물려주게 되지만, 지금은 수작업 애니메이션 영화 중에서 가장 높은 수익을 기록한 영화로 남게 되었다. 그러나, 인플레이션과 같은 요소를 따지게 되면, 네 번째로 흥행에 성공한 애니메이션 영화가 된다. (《백설공주와 일곱 난쟁이》, 《101마리 달마시안》, 《판타지아》에 이어서)
한국에서는 서울 지역 영화관을 기준으로 920,948명의 관객을 달성하여 1994년 그 해의 가장 높은 관객수를 동원한 영화가 되었다.
| 대상    | 수익 (USD)       | % 총합 | 순위 |
| ------- | ---------------- | ------ | ---- |
| 미국    | 328,541,776 달러 | 41.9%  | 18   |
| 외국    | 455,300,000 달러 | 58.1%  | N/A  |
| 전 세계 | 783,841,776 달러 | 100.0% | 24   |

### 평가
《라이온 킹》은 로튼 토마토의 62개의 리뷰를 바탕으로 열렬한 호평을 받았는데, 총 92%의 신선도 평가를 받았으며, 8/10의 가중 평균 점수를 받았다. 신문과 웹사이트, 텔레비전과 라디오 프로그램에서 인기 있고 유명한 비평가로 구성된 로튼 토마토의 Cream of the Crop에서는 만장일치로 100%의 호평을 받았다. 메타크리틱에서의 비교에서는 주요 비평가들의 리뷰를 통해서 0~100까지의 점수를 산출하는 시스템을 통해 13개의 리뷰로부터 84점이 산출되었다.
시카고 선 타임즈의 저명한 영화 평론가 로저 이버트는 이 영화를 "최고로 뽑을 애니메이션 작품"이라고 언급하였다. 그는 자신이 저술한 리뷰에서 "그리스 비극의 형태, 그리고 햄릿의 영향을 깊이 받고 있는 심바의 무용담은 즐거움뿐만 아니라 경험도 배우게 한다"라는 평가를 담았다. 하지만, 텔레비전 프로그램인 《시스켈과 이버트》에서는 영화에 대해서 칭찬하였지만 앞선 디즈니 영화와 견주어 보았을 때 복합적인 반응을 나타내었다. 진 시스켈과 로저 이버트는 모두 영화에 대해서 엄지를 들어보였지만(Thumbs Up) 시스켈은 이전의 미녀와 야수보다 좋은 작품은 아니라는 말과 함께 "좋은 영화지만, 대단한 영화는 아니다"는 평가를 남겼다. 워싱턴 포스트의 할 힌슨은 영화를 "강렬하고, 압도적인 업적"이라 평하며 영화에 대한 감상에는 "디즈니의 장편 영화다운 방식으로 이루어낸 굉장한 작품"이라고 언급하였다. 하지만 평가의 마지막에는 앞 부분보다는 덜 열광적인 태도를 보였다. "셰익스피어의 어조와 서사시의 범위라는 점에서, 이 영화는 어린이들보다는 성인들에게 더 적합한 것 같다. 진실을 말하자면, 어른들에게도 이 영화는 절대적으로 낯설 것이다." 엔터테인먼트 위클리의 영화 평론가 오웬 글레이버먼은 영화를 극찬하며 "단지 굉장한 만화일뿐만 아니라 감정을 자극하는 영화로서의 반향을 세우고 있다"라고 저술하였다. 롤링 스톤의 영화 평론가 피터 트래버즈는 영화를 칭찬하며 "마음에 들 정도로 거대하고 흥겨운 음악, 재미있고 눈이 튀어나올듯한 스릴이 있다"는 느낌을 전했다. TV 가이드의 스태프는 "이 영화는 디즈니의 이제껏 보지 못했던 가장 스펙타클한 애니메이션-가장 멋진건 영양떼-과 특히 숙련된 브로드웨이 희극인 네이단 레인과 같이 인상적인 목소리 연기가 특징이다. 하지만, 이상하고 미성숙한 스토리 라인으로 인해 고통 받고 있다."고 저술하였다. 릴뷰스의 영화 평론가 James Berardinelli는 영화를 칭찬하며 다음과 같이 언급하였다. "각각의 새로운 애니메이션을 개봉하면서, 디즈니는 벌써부터 넓은 범위를 조금씩 더 확장해나가는 것처럼 보인다. 라이온 킹은 그런 영화들 중에서 가장 완전하며, 어린이뿐만 아니라 어른들에게도 분명히 신중한 인상을 심어주고 있다. 기쁘게도, "만화"로부터 멀어져 있는 사람들에게, 영화는 성공하였다" 2008년 6월, 미국 영화 연구소는 창작 공동체 1500명의 투표를 거쳐서 10개의 "전통" 미국 영화 장르에서 최고의 10개 영화를 가리는 "10 Top 10"를 발표했다. 그 결과에서, 《라이온 킹》은 애니메이션 장르에서 네 번째 최고의 영화로 선정되었다.

### 1995년 홈 비디오
《라이온 킹》은 1998년 12월 31일 북 미국에서 디즈니와 마스터피스 컬렉션 비디오 시리즈로 LD판과 VHS판으로 출시되었다. 여기에 두 매체의 디럭스 에디션까지 추가로 발매되었다. VHS 디럭스 에디션은 영화를 비롯해 라피키와 심바의 석판본(일정 출시판에서만 제공), Circle of Life의 기념비, 컨셉 아트 석판화 여섯 개, 라이온 킹의 제작 과정이 담긴 30분짜리 TV 쇼 테이프, 정품 인증서를 제공하였다. CAV 레이저디스크 디럭스 에디션 또한 영화와 더불어 컨셉 아트 석판화 여섯 개, 라이온 킹 제작 과정, 추가된 스토리보드, 캐릭터 디자인 아트웍, 컨셉 아트, 초기 애니메이션, VHS판에 없는 감독의 코멘터리 등을 네개의 더블 사이드 디스크에 담아 제공하였다. VHS 테이프의 경우 첫날에만 450만 개가 팔릴 정도로 가장 많이 팔린 비디오테이프 중 하나가 되었으며,

### 2003년 플래티넘 에디션
2003년 10월 7일, 영화는 VHS판의 재출시와 함께 디즈니의 애니메이션 클래식 DVD 시리즈의 플래티넘 에디션 중의 하나가 되어 《라이온 킹 : 플래티넘 에디션》이라는 제목으로 DVD판이 첫 출시되었다. DVD판의 첫 번째 디스크에는 리마스터링된 2002년 IMAX판과 1994년 극장 개봉판, 두 가지 버전의 영화가 들어 있으며, 두 번째 디스크에는 보너스 피쳐가 들어있다. 영화의 사운드트랙은 새로운 DEHT(Disney Enhanced Home Theater) MIX와 오리지널 돌비 5.1 트랙이 함께 지원된다. DEHT MIX는 디즈니의 DVD 중에서는 가장 처음으로 적용되었다. 플래티넘 에디션에서는 자주의 아침 보고 장면을 대화 버전과 새롭게 등장한 노래 버전 중에서 선택해서 볼 수 있다. 함께 출시된 스페셜 콜렉터 기프트 세트는 기본적으로 DVD 세트를 포함하고 있으며, 캐릭터 애니메이터들이 새롭게 그리고 친필 서명을 한 다섯 캐릭터의 석판화, 'The Journey'라는 제목의 화보집 책자도 함께 들어 있다. 대한민국에서는 미국보다 빠른 2003년 10월 1일 출시되었다.
라이온 킹 플래티넘 에디션은 거짓 광고 때문에 팬들로부터 비판을 받았다. 제작자 돈 한이 1994년 극장판으로만 출시될 것이라 언급하였지만, 나중에는 오리지널 극장판과는 조금 다른 디지털 처리된 IMAX판도 포함되어 출시되었기 때문이다. IMAX판의 변경점 중 하나는 "I Just Can't Wait to Be King"을 노래부르는 장면에서 등장하는 악어가 다시 그려진 것이다. 이런 비판에도 불구하고, 플래티넘 에디션 DVD와 VHS판은 출시 첫 날 200만 개가 넘는 판매를 기록하였다. 라이온 킹 영화 3부작(2 디스크 스페셜 에디션 형태)으로 구성된 DVD 박스 세트는 2004년 12월 6일 출시되었고, 2005년 1월에는 속편과 함께 모두 생산이 중단되었다. 하지만 재고나 중고 품목들은 여전히 많이 거래되고 있다.

### 재출시 계획
2008년 국제 소비자 가전 전시회에서 디즈니 스튜디오가 블루 레이로 구성된 영화 클립을 상영하기는 하였지만, 디즈니 측이 《라이온 킹》의 블루 레이 디스크 출시에 대해 정확히 언급한 적은 아직까지 없다. 하지만 2010년까지 발매할 플래티넘 에디션에 대해서는 이미 언급한 상태이므로(피노키오, 백설공주와 일곱 난쟁이, 판타지아, 판타지아 2000, 미녀와 야수), 《라이온 킹》의 블루 레이 출시와 DVD 재출시는 2011년 이후에나 가능할 것으로 보인다.

## 논란

### 줄거리 원작
《라이온 킹》은 디즈니에서 처음으로 다른 작품의 내용을 차용하지 않은 오리지널 스토리를 가지고 있다. 영화 제작자들은 《라이온 킹》의 줄거리를 성경에 등장하는 요셉과 모세의 이야기, 윌리엄 셰익스피어의 햄릿에서 영감을 받았다고 언급하였다. 그러나 스토리를 배제한 영화의 몇몇 요소들은 1960년대 일본의 애니메이션 TV 프로그램인 《밀림의 왕자 레오》와 유사한 점이 있다. 대표적인 예로 들 수 있는 이름의 경우, 심바는 스와힐리어로 사자이긴 하지만, 레오의 영문판 이름인 킴바와 유사하다. 또, 한 장 뿐이지만 영화의 플래티넘 에디션 DVD에 포함된 제작 초기 아트웍에는 백사자가 포함되어 있기도 하였다. 이에 대해 디즈니는 모두 우연의 일치라는 공식적인 입장을 취했다.
《밀림의 왕자 레오》를 제작한 데즈카 프로덕션의 시미즈 요시히로는 디즈니로부터 입막음을 위해 돈을 받았다는 소문을 부정하며 소송 제기에 대한 거부 이유를 다음과 같이 밝혔다. 그는 '0' 이라 퉁명스럽게 대답하며 '완전히 다른 작품이라고 생각합니다. 레오는 동물과 인간 사이의 이야기고 라이온 킹은 동물 사이 이야기일 뿐입니다.물론,우리 업계의 일부는 디즈니를 고소하라는 권고를 받았습니다. 하지만 우리는 작고 약한 회사입니다. 어찌되었건 가치가 없을 것입니다. 우리는 아이오와와 하와이 같은 곳의 변호사들로부터 사건을 맡겠다는 제안을 받았습니다. 디즈니의 변호사는 세계 20대 안에 듭니다!' 이밖에도, 데즈카 측에서는 데즈카 오사무가 디즈니의 팬이었던 점을 들어 만약 고인이 살아있었다면 ‘데즈카 오사무가 디즈니에게 영향을 주었다면 영광이다.’라고 말했을 것이라며 불문하였다. (실제로 데즈카 오사무는 월트 디즈니, 특히 《밤비》의 애호가로 알려져 있으며, 《밀림의 왕자 레오》의 큰 줄거리도 《밤비》에서 따온 것으로 자서전에서 적고 있다.) 더불어 본래 햄릿을 모티브로 했다는 점, 《밀림의 왕자 레오》는 동물과 인간 세계를 오가는 데 반해 라이온 킹은 동물 세계에서의 이야기만을 다루고 있기 때문에, 표절에 대한 논란은 점차 사그러들었다.
데즈카 오사무의 아들 데즈카 마코토는 자신의 자서전 <천재의 아들>을 통해 "소동의 발단은 사실 일본이 아닌 미국 본토였습니다. 자사 저작권에 까다로운 디즈니의 사업 방식에 불만을 가진 사람들이 먼저 소란을 피우기 시작했습니다. 일본 언론이 그것을 받아주는 형태로 다루어 디즈니를 두들기는 방법 중 하나였습니다. 하지만 정말 흉내 낸 것일까요? 비슷하다는 이유만으로 모든것이 모방이라 단언 할 수 없습니다. 우연히 비슷해져버린 것일수도 있습니다.'
"애니메이션의 전통인 디즈니 회사에서 그것을 몰랐을 리는 없습니다. 라이온 킹 제작진들은 연령적으로 저와 동세대입니다. 어릴적 무심코 밀림의 왕자 레오를 보았을 가능성이 있고 어렴풋한 기억의 인상에서 자신도 모르는 체 흉내내버린 것일지도 모릅니다. 그렇다고 해서 비난할 생각은 없습니다. 이것은 흉내가 아닌 배운다는 것이거든요. 디즈니에 한정하지 않은 다른 누군가가 레오를 흉내 낸 작품을 만들었다고 해도 그곳에 새로운 이야기와 테마가 있다면 큰 문제가 아니라고 생각합니다. 게다가 저는 디즈니를 때리는 행위에 가담 할 생각은 없으니까요. 아버지의 작품을 누군가를 공격하는 무기로 쓰는것을 보고싶지 않습니다. 어차피 도전할 바에는 디즈니 이상의 애니메이견을 만들어 작품 대 작품으로 승부해야 합니다. 디즈니를 고소하지 않은 이유는 "라이온 킹"은 "밀림의 왕자 레오"와 비슷한게 없다고 최종적으로 생각했기 때문입니다."라는 입장을 전했다.
크리스토퍼 보글러는 그의 저서인 《신화, 영웅, 그리고 시나리오 쓰기》에서 그가 제안한 햄릿의 요소를 혼합하여 《라이온 킹》의 줄거리를 향상시키는 방법을 디즈니가 요청한 것에 대해 설명하였다. 또한 이 책에는 영화의 줄거리가 서아프리카인 순디아타 서사시의 요소에서도 나온 것으로 언급하고 있다.

### 잠재된 메시지
《라이온 킹》의 오리지널 VHS판과 LD판의 한 장면에서는, 심바가 주저앉아 하늘로 꽃가루가 날릴 때 꽃가루에서 마치 "SEX"와 같은 단어가 나타났다. 보수 행동주의자인 도널드 와일드몬은 이것이 난잡한 성행위를 촉진시키기 위해 유도된 잠재 메시지라고 주장하였다. 하지만 영화의 애니메이터는 이 단어가 "SFX"(special effects의 줄임말)이며, 효과 애니메이션 팀이 만들어낸 악의 없는 장난에 불과하다고 밝혔다. 이러한 논쟁을 이유로, 이 장면은 2003년 DVD판과 VHS판에서 수정되었으며 이후로 꽃가루를 통해서 어떤 글자도 나타나지 않게 되었다.

### "사자가 잠을 잔다"
티몬과 품바가 불렀던 노래 "사자가 잠을 잔다"(The Lion Sleeps Tonight)는 디즈니와 1939년 "음부베"(Mbube)라는 제목으로 이 노래를 작곡했던 남아프리카인 솔로몬 린다 사이에 분쟁을 일으켰다. 2004년 7월, 솔로몬의 유족은 디즈니로부터 160만 달러의 저작권료를 요구하는 소송을 제기하였다. 2006년 2월, 린다의 유족들은 노래의 저작권을 가지고 있으며, 디즈니에게 드러나지 않은 상당의 저작권료로 음악 사용을 허락한 애빌린 음반사와 매년 3000달러를 받는 조건의 합의를 보게 되었다.

### 하마스의 선전
2007년 8월, 이슬람 원리주의 조직인 하마스는 《라이온 킹》의 등장인물을 닮은 캐릭터를 이용한 선전 영화를 제작하였다. 영화는 그들과 같은 계열의 방송국인 알아크사(Al-Aqsa) TV를 통해서 방영되었다. 이 방송에서 하마스는 자신들을 사자로 묘사하고, 쥐로 묘사된 가자 지구의 파타하 조직을 퇴치하는 모습을 보여주었다. 프로그램은 간단히 방영되었지만 개정판에서는 확장되어 방영되었다.

## 수상 및 후보
라이온 킹은 아카데미 상의 음악상과 골든 글로브 상의 뮤지컬과 코미디 부문 작품상 등 여러 영화 시상식에서 수상하거나 후보 자격을 받았다. Can You Feel the Love Tonight로, 아카데미 주제가상, 골든 글로브 주제가상, BMI 영화 음악상, 그래미 상의 최우수 남성 팝 보컬상을 받았다.
수상 내역은 아래와 같다:
| 상 이름               | 상 주제                                               | 후보자/작                                 | 수상 여부 |
| --------------------- | ----------------------------------------------------- | ----------------------------------------- | --------- |
| 아카데미 상           | 음악상                                                |                                           | 수상      |
| 아카데미 상           | 주제가상                                              | "Can You Feel the Love Tonight"           | 수상      |
| 아카데미 상           | 주제가상                                              | "Circle of Life"                          | 후보      |
| 아카데미 상           | 주제가상                                              | "Hakuna Matata"                           | 후보      |
| 골든 글로브 상        | 뮤지컬과 코미디 부문 작품상                           |                                           | 수상      |
| 골든 글로브 상        | 음악상                                                |                                           | 수상      |
| 골든 글로브 상        | 주제가상                                              | "Can You Feel the Love Tonight"           | 수상      |
| 골든 글로브 상        | 주제가상                                              | "Circle of Life"                          | 후보      |
| 애니 상               | 장편 애니메이션 부문 작품상                           |                                           | 수상      |
| 애니 상               | 목소리 연기상                                         | 제러미 아이언스 (스카 목소리)             | 수상      |
| 애니 상               | 애니메이션 부문 각본상                                |                                           | 수상      |
| 애니 상               | 애니메이션 부문 미술상                                |                                           | 후보      |
| 새턴 상               | 베스트 판타지 필름                                    |                                           | 후보      |
| 새턴 상               | 아역 부문 최우수 연기상                               | 조너선 테일러 토머스 (어린 심바 목소리)   | 후보      |
| 새턴 상               | 2004년 최우수 DVD 클래식 영화상                       |                                           | 후보      |
| 영국 아카데미 영화 상 | 음향상                                                |                                           | 후보      |
| 영국 아카데미 영화 상 | 안소니 애스퀴스상 영화 음악 부문                      |                                           | 후보      |
| BMI 영화 & TV 상      | BMI 영화 음악상                                       | "Can You Feel the Love Tonight"           | 수상      |
| BMI 영화 & TV 상      | 최고의 영화 주제가상                                  | "Can You Feel the Love Tonight"           | 수상      |
| 그래미 상             | 최우수 남자 팝 보컬상                                 | 엘튼 존 - "Can You Feel the Love Tonight" | 수상      |
| 그래미 상             | 올해의 노래상                                         | "Can You Feel the Love Tonight"           | 후보      |
| 그래미 상             | 영화, 텔레비전 혹은 다른 영상 매체 부문 주제가 작곡상 | "Can You Feel the Love Tonight"           | 후보      |
| 그래미 상             | 영화, 텔레비전 혹은 다른 영상 매체 부문 주제가 작곡상 | "Circle of Life"                          | 후보      |
| 그래미 상             | 영화, 텔레비전 혹은 다른 영상 매체 부문 음악 작곡상   |                                           | 후보      |
| MTV 영화 상           | 최우수 악당상                                         | 제러미 아이언스                           | 후보      |
| MTV 영화 상           | 최우수 영화 음악상                                    | "Can You Feel the Love Tonight"           | 후보      |
| 키즈 초이스 상        | 좋아하는 영화                                         |                                           | 수상      |

## 대중 문화에서 등장
영화의 인기로, 《라이온 킹》은 여러 매체에서 등장하게 된다. 유명한 애니메이션 TV시리즈인 심슨 가족에서는 "라운드 스프링필드"(Round Springfield) 에피소드에서 영화를 패러디하는 장면이 나온다. 에피소드가 끝날 무렵, 무파사의 유령이 블리딩 검스 머피와 다스 베이더와 함께 등장한다. 그리고 제임스 얼 존스(무파사와 다스 베이더의 성우)가 다음과 같이 말한다. "이곳은 CNN이다. 너는 내 죽음을 복수해야 한다, 킴바... 아, 아니 심바,"(This is CNN. You must avenge my death, Kimba... dah, I mean Simba,) 이 대사는 《라이온 킹》과 《정글의 왕자 레오》의 표절 논쟁을 참고한 것이다. 시즌 2의 하우스 에피소드에서는 심바와 날라가 코끼리 무덤을 탈출하는 것에 대해서 언급한다.
디즈니 또한 자신들의 영화와 공연에서 라이온 킹을 종종 등장시켰다. 예를 들어, 디즈니가 배급하고 픽사가 제작한 1995년 컴퓨터 애니메이션 영화 《토이 스토리》에서는, 영화의 클라이맥스 부분이 나올 때 앤디의 자동차에서 노래 "하쿠나 마타타"를 잠시 들을 수 있다. 품바는 《알라딘과 도둑의 왕》 (1996)에서 카메오로 등장하며, 《헤라클레스》 (1997)에서는 라이온 킹과 네메아의 사자의 연관성을 들어서 헤라클레스가 그리스 꽃병 모델을 서는 동안 스카의 가죽을 걸치는 모습을 볼 수 있다.

## 속편과 번외편
영화의 성공으로 몇가지 번외편(spin-off)도 제작되었다. 첫 번외편은 1995년 제작된 70 mm 영화 《삶의 순환 : 환경 우화》(Circle of Life: An Environmental Fable)이다. 환경 보호를 강조하는 내용을 담고 있으며, 월트 디즈니 월드의 랜드 파빌리온, 엡코트의 하베스트 극장에서 상영되었다. 텔레비전 번외 시리즈인 《티몬과 품바》(The Lion King's Timon and Pumbaa)는 영화보다 현대적인 세상에 살고 있는 미어캣과 혹멧돼지 듀오에 초점을 맞추었으며, 환경 우화와 마찬가지로 1995년 처음 방영하였다.
후속편에 속하는 《라이온 킹 2》(The Lion King 2: Simba's Pride)는 1998년에 비디오로 출시되었다. 심바와 그의 딸 키아라에 초점을 두고 있으며, 키아라가 스카의 영역에 살고 있던 숫사자 코부와 사랑에 빠지게 되는 것이 주된 내용이다. 마지막으로, 중편에 해당하는 《라이온 킹 1½》(The Lion King 1½, 라이온 킹 3 : 하쿠나 마타타로도 알려져 있음)은 2004년 비디오로 출시된 작품으로, 티몬과 품바의 배경 이야기와 그들의 시점으로 바라본 《라이온 킹》을 볼 수 있다.
티몬, 품바, 심바, 날라, 라피키, 자주, 센지, 반자이, 에드, 스카, 무파사와 같은 《라이온 킹》의 캐릭터들은 디즈니 채널의 《하우스 오브 마우스》에 등장한다. 이들 중 일부는 번외 영화인 《미키의 마법의 크리스마스》(Mickey's Magical Christmas: Snowed in at the House of Mouse)와 《미키의 악당 하우스》(Mickey's House of Villains)에서도 등장한다.

### 뮤지컬
1997년 《라이온 킹》은 브로드웨이 무대에서 뮤지컬로도 제작되어 성공적인 반응을 이끌어 냈다. 뮤지컬은 영화 《라이온 킹》을 바탕으로 줄리 테이머가 감독하였으며, 배우들은 거대한 동물 복장이나 꼭두각시를 이용하여 연기한다.
《라이온 킹》 뮤지컬은 디즈니 극단이 제작하였으며, 토니 상에서 최우수 뮤지컬상을 비롯한 여섯 개의 상을 받았다.

### 비디오 게임
영화를 바탕으로 제작된 두 가지 비디오 게임도 출시되었다. 1994년 버진이 제작한 《라이온 킹: 더 게임》이라는 제목의 게임은 SNES, 게임 보이, 세가 마스터 시스템, 메가 드라이브, 게임 기어, PC판, 아미가로 출시되었으며, 유럽에서는 NES로도 출시되었다. 두 번째 게임인 《라이온 킹 : 심바의 위대한 모험》(The Lion King: Simba's Mighty Adventure)은 액티비전에서 2000년 제작한 게임으로 플레이스테이션과 게임 보이 컬러로 출시되었다. 이 게임은 영화의 첫 번째 시리즈를 바탕으로 이후의 스토리를 담고 있다.
1996년, 디즈니 인터랙티브와 7th 레벨은 여러 가지 게임이 들어있는 《티몬과 품바의 정글 게임》(Timon & Pumbaa's Jungle Games)을 PC로 출시하는데, 나중에는 SNES로도 출시된다. 품바가 자신의 방귀를 이용하여 나무에서 떨어지는 과일과 벌레를 파괴하는 게임, 핀볼 형식의 게임, 장난감 총을 사용하여 정글의 적을 쏘는 게임, 품바에게 벌레를 주기 위해 하마를 이용해 강을 건너는 티몬 게임, 뿌요뿌요 형태의 버그 드랍 게임으로 구성되어 있다. 물론 단순히 게임의 재미만이 아니라 익살스런 개그로 플레이어들을 즐겁게 해 준다.
《라이온 킹 1½》이라는 제목의 게임은 2003년 게임 보이 어드밴스로 출시되었는데, 비디오판 영화의 주인공인 티몬과 품바로 게임을 진행할 수 있다. 디즈니와 스퀘어 에닉스의 합작 비디오 게임인 《킹덤 하츠》에서는 주인공인 소라가 전투 중에 심바를 소환할 수 있다. 심바는 《킹덤 하츠 : 체인 오브 메모리》에서도 소환수로 등장한다. 《킹덤 하츠 2》에서는, 프라이드 랜드에서 게임을 플레이할 수 있으며, 심바, 티몬, 품바, 날라, 무파사, 라피키, 스카, 센지, 반자이, 에드를 비롯한 영화의 많은 캐릭터가 등장한다.

## 같이 보기
- 아틀란티스: 잃어버린 제국